# سارا يوهانسون
سارا يوهانسون (بالسويدية: Sara Johansson)‏ (23 يناير 1980 في السويد - ) هي لاعبة كرة قدم سويدية في مركز الهجوم، شاركت في الألعاب الأولمبية الصيفية 2000. ولعبت مع Kristianstads DFF ‏ وHammarby Fotboll (women) ‏ وDjurgårdens IF Fotboll (women) ‏.

## وصلات خارجية
- سارا يوهانسون على موقع الاتحاد الدولي (مؤرشف)  (الإنجليزية)
- سارا يوهانسون على موقع قاعدة بيانات كرة القدم.إي يو (الإنجليزية)
- سارا يوهانسون على موقع أوليمبيديا (الإنجليزية)
- سارا يوهانسون على موقع اللجنة الأولمبية السويدية (السويدية)